# Туркел
Туркел (порт. Turquel) — район (фрегезия) в Португалии, входит в округ Лейрия. Является составной частью муниципалитета Алкобаса. По старому административному делению входил в провинцию Эштремадура. Входит в экономико-статистический субрегион Оэште, который входит в Центральный регион. Население составляет 4342 человека на 2001 год. Занимает площадь 40,25 км².
Покровителем района считается Дева Мария (порт. Nossa Senhora da Conceição).